# Idaea domestica
Idaea domestica là một loài bướm đêm trong họ Geometridae.